# Великохайчанська сільська рада
Великохайчанська сільська рада — колишня адміністративно-територіальна одиниця та орган місцевого самоврядування у Лугинському і Овруцькому районах Коростенської й Волинської округ, Київської і Житомирської областей УРСР та України з адміністративним центром у с. Велика Хайча.

## Населені пункти
Сільській раді підпорядковувалися населені пункти:
- с. Велика Хайча
- с. Великий Кобилин
- с. Мала Хайча
- с. Малий Кобилин

## Населення
Кількість населення ради, станом на 1923 рік, становила 2 123 особи, кількість дворів — 460.
Відповідно до результатів перепису населення СРСР, кількість населення ради, станом на 12 січня 1989 року, становила 2 100 осіб.
Станом на 5 грудня 2001 року, відповідно до перепису населення України, кількість мешканців сільської ради становила 1 815 осіб.

## Склад ради
Рада складалася з 16 депутатів та голови.

## Керівний склад сільської ради
| ПІБ                          | Основні відомості                                                    | Дата обрання | Дата звільнення |
| ---------------------------- | -------------------------------------------------------------------- | ------------ | --------------- |
| Кобилинський Василь Іванович | Сільський голова, 1953 року народження, освіта, член Партії регіонів | 26.03.2006   | 31.10.2010      |
| Божок Сергій Миколайович     | Сільський голова, 1983 року народження, освіта вища                  | 31.10.2010   |                 |

Примітка: таблиця складена за даними джерела

## Історія
Створена 1923 року в складі сіл. Велика Хайча, Великий Кобилин, Круки, Мала Хайча та Малий Кобилин Норинської волості Овруцького повіту Волинської губернії.
Станом на 1 вересня 1946 року сільрада входила до складу Овруцького району Житомирської області, на обліку в раді перебували села Велика Хайча, Великий Кобилин, Мала Хайча та Малий Кобилин.
С. Круки після 1956 року не значиться на обліку населених пунктів.
Станом на 1 січня 1972 року сільрада входила до складу Овруцького району Житомирської області, на обліку в раді перебували села Велика Хайча, Великий Кобилин, Мала Хайча та Малий Кобилин.
Припинила існування 9 листопада 2017 року через об'єднання до складу Овруцької міської територіальної громади Овруцького району Житомирської області.
Входила до складу Лугинського (7.03.1923 р.) та Овруцького (25.01.1926 р.) районів.